# 1969-es Formula–1 amerikai nagydíj
Az 1969-es Formula–1 világbajnokság tizedik futama az amerikai nagydíj volt.

## Futam
Watkins Glenben Rindt indult az élről, Hulme McLarenje mellől az első sorban. A bajnok Stewart Hill-lel alkotta a második sort.
Rindt állt az élre, Stewart és Hill elé. Hulme kilencediknek esett vissza az első kör végére, majd kiállt a boxba. Hillt a 3. körben megelőzte Siffert, majd Beltoise és Piers Courage is elé került. Siffert hamarosan kiesett ezután, majd Courage megelőzte a váltóproblémával küzdő Beltoise-t, így ekkor már harmadik volt az angol. A 12. körben Stewart megelőzte Rindtet, de 9 kör múlva ismét az osztrák vezetett. Stewart autója füstölni kezdett, majd motorhiba miatt kiesett a 36. körben. Rindt pályafutása első győzelmét szerezte meg. A második Courage mögött Ickx motorhiba kiesett, míg Brabham üzemanyagér kiállt, így a harmadik helyet Surtees szerezte meg a BRM-mel. Graham Hill a verseny közepén a hatodik helyen haladt. Megpördülése után betolta autóját, emiatt biztonsági övét kikapcsolta.
A 91. körben ismét megcsúszott, autójából kiesett és mindkét lábát eltörte a balesetben.
| Helyezés | #  | Versenyző            | Csapat/Motor | Futott körök | Idő/Kiesés oka    | Rajthely | Pontszám |
| -------- | -- | -------------------- | ------------ | ------------ | ----------------- | -------- | -------- |
| 1        | 2  | Jochen Rindt         | Lotus-Ford   | 108          | 1:57:56,84        | 1        | 9        |
| 2        | 18 | Piers Courage        | Brabham-Ford | 108          | + 46,99           | 9        | 6        |
| 3        | 14 | John Surtees         | BRM          | 106          | + 2 kör           | 11       | 4        |
| 4        | 8  | Jack Brabham         | Brabham-Ford | 106          | + 2 kör           | 18       | 3        |
| 5        | 12 | Pedro Rodríguez      | Ferrari      | 101          | + 7 kör           | 12       | 2        |
| 6        | 19 | Silvio Moser         | Brabham-Ford | 98           | + 10 kör          | 17       | 1        |
| HN       | 16 | Johnny Servoz-Gavin  | Matra-Ford   | 92           | Helyezés nélkül   | 15       |          |
| Kiesett  | 2  | Graham Hill          | Lotus-Ford   | 90           | Baleset           | 4        |          |
| Kiesett  | 7  | Jacky Ickx           | Brabham-Ford | 77           | Motorhiba         | 8        |          |
| Kiesett  | 22 | George Eaton         | BRM          | 76           | Motorhiba         | 9        |          |
| Kiesett  | 4  | Jean-Pierre Beltoise | Matra-Ford   | 72           | Motorhiba         | 7        |          |
| Kiesett  | 5  | Denny Hulme          | McLaren-Ford | 52           | Váltó             | 2        |          |
| Kiesett  | 3  | Jackie Stewart       | Matra-Ford   | 35           | Motorhiba         | 3        |          |
| Kiesett  | 21 | Pete Lovely          | Lotus-Ford   | 25           | Féltengely        | 16       |          |
| Kiesett  | 15 | Jackie Oliver        | BRM          | 23           | Motorhiba         | 14       |          |
| Kiesett  | 10 | Jo Siffert           | Lotus-Ford   | 3            | Üzemanyagrendszer | 13       |          |
| Kiesett  | 9  | Mario Andretti       | Lotus-Ford   | 3            | Felfüggesztés     | 5        |          |
| Kiesett  | 6  | Bruce McLaren        | McLaren-Ford | 0            | Motorhiba         | 6        |          |

## Statisztikák
Vezető helyen:
- Jochen Rindt: 99 (1-11 / 21-108)
- Jackie Stewart: 9 (12-20)

Jochen Rindt 1. győzelme, 7. pole-pozíciója, 2. leggyorsabb köre, egyetlen mesterhármasa (pp, lk, gy)
- Lotus 36. győzelme.